# Pleurodema tucumanum
Pleurodema tucumanum är en groddjursart som beskrevs av Parker 1927. Pleurodema tucumanum ingår i släktet Pleurodema och familjen Leiuperidae. IUCN kategoriserar arten globalt som livskraftig. Inga underarter finns listade i Catalogue of Life.